# Remington Модель 24
Remington Модель 24 — самозарядна гвинтівка створена на базі конструкції Джона Браунінга і випускалася в період 1922–1935 під набої .22 Short або .22 long rifle. Гвинтівка дуже схожа на самозарядну гвинтівку Browning 22 Semi-Auto (Browning SA-22), яку випускають до тепер. Гвинтівка є розбірною, тому ствол і ствольну коробку можна легко розібрати без інструментів, що дозволяє перевозити зброю в невеликому пакунку. Гвинтівка мала дефлектор гільз, який зачіплювався за ствольну коробку і кріпився до спускової скоби.
Якщо порівняти Модель 24 з Browning SA-22 можна побачити, що Модель 24 є тоншою (легша конструкція) за конструкцією. Коли Remington припинили випуск Моделі 24 в 1935 році, її замінила гвинтівка Remington 241. Модель 241 схожа на Browning SA-22 за розміром і загальним виглядом, ніж рання Модель 24.
В Моделі 24 ствол вкручується (це потрібно через розбірну конструкцію де потрібно відокремити ствол від ствольної коробки), що дуже подібно до Browning SA-22. В цьому методі використано кільце для регулювання в нижньому кінці ствола, де він притискається до ствольної коробки. В Моделі 241 використано інший метод кріплення ствола до ствольної коробки (двостороння гайка з переривчастим різьбленням проходить усередині отвору в передній частині ствольної коробки та дозволяє регулювати глибину розташування гайки у ствольній коробці, що допомагає контролювати, наскільки щільно ствол прилягає до ствольної коробки. Цей механізм моделі 241 не видно, якщо ствол не відокремлений від ствольної коробки, тоді можна було побачити отвір у передній частині ствольної коробки).